# Formosia fervens
Formosia fervens là một loài ruồi trong họ Tachinidae.